# Боковка (Саратовская область)
Боковка — село в Саратовском районе Саратовской области России. С 1 января 2022 года входит в состав городского округа Саратова.  

## История
Село Боковка образовалось на берегах реки Чардым у Боковского леса в начале XX века. Теперь это дачный населённый пункт, постоянно проживающих здесь чуть больше 40 человек.

## Физико-географическая характеристика
Село расположено на севере Саратовского района, на правом берегу реки Чардым. Расстояние до административного центра села Шевыревка составляет 3 километра, до областного центра составляет 34 км. Село находится вблизи крупной автотрассы Р228.   
Климат
Климат в селе умеренно-холодный со значительным количеством осадков. Даже в засушливый месяц наблюдается много дождя (согласно классификации климатов Кёппена — Dfa). Среднегодовая температура в Боковке - 6.6 °C. 458 mm - среднегодовая норма осадков. Самый засушливый месяц - Март с осадками 27 mm. Большая часть осадков здесь выпадает в Июле, в среднем 45 mm.
Часовой пояс
село Боковка, как и вся Саратовская область, находится в часовой зоне МСК+1. Смещение применяемого времени относительно UTC составляет +4:00.
Уличная сеть
В Боковке две улицы: Лесная и Речная. Также к селу относятся территории 15 садово некоммерческих товариществ.

## Население
| 2010 |
| ---- |
| 39   |

Население составляет 48 человек (на 1 января 2019 года), насчитывается 21 двор.

## Экономика
На территории села действуют 1 предприятие розничной торговли - магазин ИП Кузнецова. Свою деятельность ведёт крестьянско-фермерское хозяйство Абяса Надыршина, специализирующееся на растениеводстве. 

## Инфраструктура
Населённый пункт частично газифицирован, из 21 двора 16 имеют газоснабжение. 2 абонента пользуются стационарной телефонной связью.
На территории села осуществляет свою деятельность конный клуб, организуется отдых и общение с животными, прогулки на лошадях.

## Достопримечательности
- Рядом с населённым пунктом раскинулся Боковский лес - живописный памятник природы.